# Nephodia insuavis
Nephodia insuavis là một loài bướm đêm trong họ Geometridae.